# Rączyca larwalka
Rączyca larwalka (Exorista larvarum) - gatunek muchówki z rodziny rączycowatych. Muchówka ta prowadzi drapieżny tryb życia. Rączyca larwalka odgrywa ważną rolę w naturalnej walce z wieloma szkodnikami leśnymi. Zapłodnione samice rączyc składają jaja w ciele bądź w pobliżu larw szkodników.